# Kiki*
kiki*（キキ*）は、日本のポップ・ロックバンド。2015年に活動停止した。

## 略歴
2004年
10月に鹿児島にて、前身バンド「天玄-tenmoto-」を結成。
2008年
現Gt.佐田宗蔵が「天玄-tenmoto-」に加入。
2010年
現Ba.藤谷葉平が「天玄-tenmoto-」に加入。
2011年
元「HERENA」のボーカル佐田京子が参加して５人組バンド「kiki*」を結成。
2013年
1stミニアルバム「カテゴライズ」がリリース。

## メンバー
佐田 京子（さだ きょうこ）
ボーカル、ギター担当。7月22日生まれ。鹿児島県鹿児島市出身。佐田三兄妹の長女。
佐田 宗義（さだ しゅうぎ）
ギター、コーラス担当。1985年3月2日生まれ。鹿児島県鹿児島市出身。佐田三兄妹の次男。
佐田 宗蔵（さだ しゅうぞう）
ギター担当。8月21日生まれ。鹿児島県鹿児島市出身。佐田三兄妹の長男。
藤谷 葉平（ふじたに ようへい）
ベース担当。8月1日生まれ。東京都荒川区出身（育ちは埼玉県草加市）。
川畑 天太（かわばた てんた）
ドラム担当。4月27日生まれ。鹿児島県肝属郡出身。バンドのリーダー。

## ディスコグラフィ

### アルバム
|         | 発売日        | タイトル     | 収録曲 |
| ------- | ------------- | ------------ | --- |
| 1stミニ | 2013年8月24日 | カテゴライズ | 1. 誰も知らない小さな世界 2. キンモクセイ 3. ジェリーフィッシュ 4. ボーダーライン 5. カテゴライズ（ききいっぱつ梅ヶ丘ver.） |

### iTunes配信
| 配信日        | タイトル               | 収録曲                                            |
| ------------- | ---------------------- | ------------------------------------------------- |
| 2013年9月3日  | Album- Single          | 1. 誰も知らない小さな世界 2. 快速急行 3. アルバム |
| 2015年5月29日 | Hey!Morning!! - Single | 1.Hey!Morning!!                                   |